# Gelati (wieś)
Gelati (gruz. გელათი) – wieś w Gruzji, w regionie Imeretia, w gminie Tkibuli. W 2014 roku liczyła 408 mieszkańców.